# Margarodes vredendalensis
Margarodes vredendalensis är en insektsart som först beskrevs av De 1983.  Margarodes vredendalensis ingår i släktet Margarodes och familjen pärlsköldlöss. Inga underarter finns listade i Catalogue of Life.